# 显应宫泥塑
显应宫泥塑位于中国福建省福州市长乐区漳港镇仙岐村显应宫内，2006年被列为第六批全国重点文物保护单位。
显应宫當地人俗稱「蝴蝶廟」，是一座妈祖庙，始建于南宋绍兴八年（1138年），清光绪年间因风沙灾害被掩埋。1992年6月因村民建房挖基而重见天日。考古发掘清理出泥塑五十余尊，其中基本完整的有四十四尊，可分为妈祖、巡海大神、大王等五组，其年代可较明显地分为明和清，少量可早至元代。